# Mymoorapelta maysi
Mymoorapelta maysi es la única especie conocida del género extinto Mymoorapelta ("escudo de Mygatt-Moore")de dinosaurio tireóforo anquilosáurido, que vivió a finales del período Jurásico, hace aproximadamente 150 y 145 millones de años, en el Kimmeridgiense y el Titoniense, en lo que hoy es Norteamérica.
El Mymoorapelta fue encontrado en la Formación Morrison en el Miembro Brushy Basin al oeste de Colorado. El taxón es conocido por porciones de un cráneo desarticulado, parte de tres diferentes esqueletos y otros elementos postcraneales. Está presente en las zonas estratigráficas 4 y 5 de la Formación Morrison.
Hay actualmente hay cierta controversia en cuanto a la posición de este anquilosauriano dentro de Ankylosauria. Vickaryous et al. en 2004, lo consideraron un Ankylosauria incertae sedis, mientras que Kirkland & Carpenter en 1994, lo ubicaron en la subfamilia Polacanthinae. Un nuevo análisis cladistico realizado por Thompson et al. en 2011 sugiere que Mymoorapelta es un nodosáurido basal.  Hoy en día una sola especie hay en este género, M. maysi. Junto con Gargoyleosaurus pankinorum, Mymoorapelta es uno de los primeros anquilosaurianos, proveyendo de una mirada en la evolución y la diversificación tempranas de este grupo de dinosaurios.
Myrmoorapelta esta al parecer más estrechamente vinculado a Polacanthus pues también posee espinas vértebrales acanaladas, placas caudales triangulares huecas asimétricas, y una armadura protectora sacra fundida. El taxón se diferencia de Polacanthus y del resto de los anquilosaurianos descritos en la menor derivación en muchos aspectos de su esqueleto postcranial.